# Harley Quinn (serial telewizyjny)
Harley Quinn – amerykański serial animowany dla dorosłych, wyprodukowany przez Warner Bros. Television Studios.
Produkcja zadebiutowała 29 listopada 2019 roku na platformie streamingowej DC Universe. Drugi sezon miał premierę 3 kwietnia 2020, a trzeci ukazał się 28 lipca 2022 na platformie HBO Max, czwarty ukazał się 27 lipca 2023 roku, a piąty ukazał się 16 stycznia 2025 roku.

## Opis fabuły
Serial opowiada o perypetiach Harley Quinn, która po rozstaniu z Jokerem próbuje zostać członkinią Legionu Zagłady, z pomocą Trującej Bluszcz oraz innych przestępców. Akcja przez pierwsze cztery sezony rozgrywa się w Gotham City, natomiast w piątym sezonie przenosi się do Metropolis.

## Obsada

### Główni bohaterowie
- Kaley Cuoco jako Harley Quinn / dr Harleen Quinzel
- Lake Bell jako Trujący Bluszcz, Cheryl, Barbara Kean
- Alan Tudyk jako Joker, Clayface(inne języki), Calendar Man, Doctor Trap, Condiment King
- Ron Funches jako King Shark
- Tony Hale jako Doctor Psycho, Felix Faust
- Matt Oberg jako Kite Man, Killer Croc, KGBeast

## Nagrody
Critics Choice Super Awards 2021
- Super Awards - Najlepsza żeńska gra głosem w serialu animowanym Kaley Cuoco  - jako Harleen Quinzel / Harley Quinn

Critics’ Choice Television 2022
- Critics’ Choice Television - Najlepszy serial animowany

## Odcinki

### Sezon 1 (2019–2020)
| Numer | Oryginalny tytuł                   | Reżyseria                              | Scenariusz                                     | Data premiery     | Data premiery w Polsce |
| ----- | ---------------------------------- | -------------------------------------- | ---------------------------------------------- | ----------------- | ---------------------- |
| 1     | Til Death Do Us Part               | Juan Meza-Leon                         | Dean Lorey, Justin Halpern, Patrick Schumacker | 29 listopada 2019 | 25 marca 2022          |
| 2     | A High Bar                         | Matt Garofalo, Ben Jones, Frank Marino | Jane Becker                                    | 6 grudnia 2019    | 25 marca 2022          |
| 3     | So, You Need a Crew?               | Cecilia Aranovich Hamilton             | Jess Dweck                                     | 13 grudnia 2019   | 28 marca 2022          |
| 4     | Finding Mr. Right                  | Juan Meza-Leon                         | Jess Dweck                                     | 20 grudnia 2019   | 25 marca 2022          |
| 5     | Being Harley Quinn                 | Juan Meza-Leon                         | Adam Stein                                     | 27 grudnia 2019   | 25 marca 2022          |
| 6     | You're a Damn Good Cop, Jim Gordon | Cecilia Aranovich Hamilton             | Tom Hyndman                                    | 3 stycznia 2020   | 16 maja 2022           |
| 7     | The Line                           | Juan Meza-Leon                         | Laura Moran                                    | 10 stycznia 2020  | 16 maja 2022           |
| 8     | L.O.D.R.S.V.P.                     | Matt Garofalo, Ben Jones, Frank Marino | Tom Hyndman                                    | 17 stycznia 2020  | 13 maja 2022           |
| 9     | A Seat at the Table                | Cecilia Aranovich Hamilton             | Jordan Weiss                                   | 24 stycznia 2020  | 26 kwietnia 2022       |
| 10    | Bensonhurst                        | Colin Heck, Ben Jones                  | Laura Moran                                    | 31 stycznia 2020  | 13 maja 2022           |
| 11    | Harley Quinn Highway               | Vinton Heuck                           | Adam Stein                                     | 7 lutego 2020     | 29 kwietnia 2022       |
| 12    | Devil's Snare                      | Juan Meza-Leon                         | Jane Becker                                    | 14 lutego 2020    | 10 maja 2022           |
| 13    | The Final Joke                     | Brandon McKinney                       | Tom Hyndman                                    | 21 lutego 2020    | 30 kwietnia 2022       |

### Sezon 2 (2020)
| Numer | Oryginalny tytuł                       | Reżyseria                    | Scenariusz         | Data premiery    | Data premiery w Polsce |
| ----- | -------------------------------------- | ---------------------------- | ------------------ | ---------------- | ---------------------- |
| 14    | New Gotham                             | Vinton Heuck                 | Adam Stein         | 3 kwietnia 2020  | 28 kwietnia 2022       |
| 15    | Riddler U                              | Colin Heck                   | Sabreena Jalees    | 10 kwietnia 2020 | 28 kwietnia 2022       |
| 16    | Catwoman                               | Brandon McKinney             | Sarah Peters       | 17 kwietnia 2020 | 15 maja 2022           |
| 17    | Thawing Hearts                         | Vinton Heuck                 | Tom Hyndman        | 24 kwietnia 2020 | 13 maja 2022           |
| 18    | Batman's Back, Man                     | Juan Meza-Leon               | Sarah Nevada Smith | 1 maja 2020      | 13 maja 2022           |
| 19    | All the Best Inmates Have Daddy Issues | Juan Meza-Leon               | Jamiesen Borak     | 8 maja 2020      | 13 maja 2022           |
| 20    | There's No Place to Go But Down        | Colin Heck                   | Adam Stein         | 15 maja 2020     | 15 maja 2022           |
| 21    | Inner (Para) Demons                    | Tom Derosier                 | Tom Hyndman        | 22 maja 2020     | 13 maja 2022           |
| 22    | Bachelorette                           | Christina Sotta              | Sarah Peters       | 29 maja 2020     | 14 maja 2022           |
| 23    | Dye Hard                               | Vinton Hueck                 | Jamiesen Borak     | 5 czerwca 2020   | 13 maja 2022           |
| 24    | A Fight Worth Fighting For             | Tom Derosier                 | Tom Hyndman        | 12 czerwca 2020  | 13 maja 2022           |
| 25    | Lovers' Quarrel                        | Christina Sotta              | Adam Stein         | 19 czerwca 2020  | 13 maja 2022           |
| 26    | Something Borrowed, Something Green    | Tom Derosier, Juan Meza-Leon | Sarah Peters       | 26 czerwca 2020  | 13 maja 2022           |

### Sezon 3 (2022)
| Numer | Oryginalny tytuł             | Reżyseria                                  | Scenariusz         | Data premiery    | Data premiery w Polsce |
| ----- | ---------------------------- | ------------------------------------------ | ------------------ | ---------------- | ---------------------- |
| 27    | Harlivy                      | Jean Meza-Leon                             | Sarah Peters       | 28 lipca 2022    | 3 listopada 2022       |
| 28    | There's No Ivy in Team       | Joonki Park                                | Adam Stein         | 28 lipca 2022    | 3 listopada 2022       |
| 29    | The 83rd Annual Villy Awards | Mike Milo                                  | Jamiesen Borak     | 28 lipca 2022    | 3 listopada 2022       |
| 30    | A Thief, a Mole, an Orgy     | Juan-Meza Leon                             | Tom Hyndman        | 4 sierpnia 2022  | 3 listopada 2022       |
| 31    | It's a Swamp Thing           | Vinton Heuck                               | Rachel Pegram      | 11 sierpnia 2022 | 3 listopada 2022       |
| 32    | Joker: The Killing Vote      | Joonki Park                                | Conner Shin        | 18 sierpnia 2022 | 3 listopada 2022       |
| 33    | Another Sharkley Adventure   | Cecilia Aranovich Jennifer Coyle Mike Milo | Sarah Nevada Smith | 25 sierpnia 2022 | 3 listopada 2022       |
| 34    | Batman Begins Forever        | Vinton Heuck                               | Jamiesen Borak     | 1 września 2022  | 3 listopada 2022       |
| 35    | Climax at Jazzapajizza       | Juan Meza-Leon                             | Tom Hyndman        | 8 września 2022  | 3 listopada 2022       |
| 36    | The Horse and the Sparrow    | Joonki Park                                | Sarah Nevada Smith | 15 września 2022 | 3 listopada 2022       |

### Odcinek specjalny (2023)
| Numer | Oryginalny tytuł                                         | Reżyseria                                 | Scenariusz                                   | Data premiery | Data premiery w Polsce |
| ----- | -------------------------------------------------------- | ----------------------------------------- | -------------------------------------------- | ------------- | ---------------------- |
| S1    | Harley Quinn: A Very Problematic Valentine’s Day Special | Jennifer Coyle Cecilia Aranovich Hamilton | Dean Lorey Justin Halpern Patrick Schumacker | 9 lutego 2023 | 9 lutego 2023          |

### Sezon 4 (2023)
| Numer | Oryginalny tytuł                                                           | Reżyseria        | Scenariusz         | Data premiery    | Data premiery w Polsce |
| ----- | -------------------------------------------------------------------------- | ---------------- | ------------------ | ---------------- | ---------------------- |
| 38    | Gotham's Hottest Hotties                                                   | Vinton Heuck     | Tom Hyndman        | 27 lipca 2023    | 27 lipca 2023          |
| 39    | B.I.T.C.H.                                                                 | Joonki Park      | Ava Tramer         | 27 lipca 2023    | 27 lipca 2023          |
| 40    | Icons Only                                                                 | Michael Moloney  | Sarah Nevada Smith | 27 lipca 2023    | 27 lipca 2023          |
| 41    | The First Person to Come Back from a Business Conference Without Chlamydia | Vinton Heuck     | Jimmy Mosqueda     | 3 Sierpnia 2023  | 3 Sierpnia 2023        |
| 42    | Getting Ice Dick, Don't Wait Up                                            | Joonki Park      | Jen Chuck          | 10 Sierpnia 2023 | 10 Sierpnia 2023       |
| 43    | Metamorphosis                                                              | Michael Moloney  | Conner Shin        | 17 Sierpnia 2023 | 17 Sierpnia 2023       |
| 44    | The Most Culturally Impactful Film Franchise of All Time                   | Brandon McKinney | Alexis Quasarano   | 24 Sierpnia 2023 | 24 Sierpnia 2023       |
| 45    | Il Buffone                                                                 | Yori Mochizuki   | Ava Tramer         | 31 Sierpnia 2023 | 31 Sierpnia 2023       |
| 46    | Potato Based Cloning Incident                                              | Chad Hurd        | Sarah Nevada Smith | 7 Września 2023  | 7 Września 2023        |
| 47    | Killer's Block                                                             | Joonki Park      | Sarah Peters       | 14 Września 2023 | 14 Września 2023       |

### Sezon 5 (2025)
| Numer | Oryginalny tytuł                            | Reżyseria          | Scenariusz                     | Data premiery    | Data premiery w Polsce |
| ----- | ------------------------------------------- | ------------------ | ------------------------------ | ---------------- | ---------------------- |
| 48    | The Big Apricot                             | Diana Huh          | Jamiesen Borak                 | 16 Stycznia 2025 | 16 Stycznia 2025       |
| 49    | Back to School                              | Christina Manrique | Leslie Schapira                | 23 Stycznia 2025 | 23 Stycznia 2025       |
| 50    | Floronic Man                                | Joonki Park        | Vidhya Iyer                    | 30 Stycznia 2025 | 30 Stycznia 2025       |
| 51    | Breaking Brainiac                           | Diana Huh          | Katie Rich                     | 6 Lutego 2025    | 6 Lutego 2025          |
| 52    | Big Pasta Dinner                            | Christina Manrique | Jamiesen Borak                 | 13 Lutego 2025   | 13 Lutego 2025         |
| 53    | Bottle My Heart                             | Joonki Park        | Dean Lorey                     | 20 Lutego 2025   | 20 Lutego 2025         |
| 54    | Frankette                                   | Diana Huh          | Leslie Schapira                | 27 Lutego 2025   | 27 Lutego 2025         |
| 55    | Family Feud                                 | Christina Manrique | Vidhya Iyer                    | 6 Marca 2025     | 6 Marca 2025           |
| 56    | Bottle Episode (But Not a 'Bottle Episode') | Joonki Park        | Jamiesen Borak & Katie Rich    | 13 Marca 2025    | 13 Marca 2025          |
| 57    | The Mess Is the Point                       | Diana Huh          | Dean Lorey and Leslie Schapira | 20 Marca 2025    | 20 Marca 2025          |